# 'Abbās ibn al-Ahnaf
ʿAbbās ibn al-Aḥnaf (in arabo  عباس بن الأحنف ‎?; Bassora, 750 circa – 810 circa) è stato un poeta arabo, di origine irachena, che visse all'epoca degli Abbasidi.
La sua lirica amorosa idealizza l'amore con un tono molto simile a quello cortese della tradizione occidentale legata ai trovatori. ʿAbbās ibn al-Aḥnaf deve il suo successo al califfo abbaside Hārūn al-Rashīd, il quale lo pose sotto la sua ala protettrice facendone uno dei maggiori artisti presenti alla sua corte, tanto che secondo alcuni fu al seguito del sovrano durante le campagne militari in Armenia e nel Khurāsān.